# Фройдомарксизъм
Фройдомарксизъм е свободно название на няколко теоретични школи, които търсят синтез на философията и политическата икономия на Карл Маркс с психоаналитичната теория на Зигмунд Фройд.
Докато движението, интегриращо социалистите и психоаналитичната теория, взема няколко форми, всяка израства през средата на XX век с надеждата да отговори на този въпрос: „Защо фашизмът се е харесал масово?“. Фактът на това харесване се намира в ортодоксалното марксистко мислене. Същината на отговора фройдомарксистите дават в този въпрос, че масите интернализират ли своето потискане като потисничество. Интернализирането на горната класа в умовете на долната класа е Свръхаз, по същия начин психологията на масите, особено на Фройд, смята че лидера работи като Свръхаз на масите.

## Ранен фройдомарксизъм
Началото на фройдомарксизма теоретично заема място през 20-те години в Германия. След някои дискусии по темата от съветския философ В. Юринец и фройдисткият аналитик Зигфрид Бернфелд, през 1929 основния фройдомарксистки текст „Диалектически материализъм и Психоанализа“ от Вилхелм Райх е публикуван и в Германия, и в СССР в двуезичния теоретичен комунистически журнал "Unter dem Banner des Marxismus". В края на тази линия на мислене може да се разгледа статията на Ото Фенихел „Психоанализата като ядро на бъдеща диалектично-материалистична психология“, която се появява през 1934 в журнала на Вилхелм Райх "Zeitschrift für Politische Psychologie und Sexualökonomie". Един член на берлинската група от марксистки психоаналитици около Вилхелм Райх е бил Ерих Фром, който по-късно, през 1934, докарал идеите на фройдомарксизма във Франкфуртската школа в изгнание водена от Макс Хоркхаймер и Теодор Адорно.

## Фройд и Маркс във Франкфурт
Франкфуртското училище ("Institut für Sozialforschung") приело задачата да избере каква част от мисленето на Маркс може да послужи за изясняване на социалните условия, които самия Маркс никога не е виждал. Те привлекли други училища, за да попълнят забелязаните пропуските в Маркс. Макс Вебер упражнил голямо влияние, както го е направил Зигмунд Фройд. В обширното изследване на института "Studien über Autorität und Familie" /Изследване на Авторитета и Семейството/ (ред. Макс Хоркхаймер, Париж 1936) Ерих Фром е бил автор на социалнопсихологическата част. Друг член на института е бил Херберт Маркузе, който станал известен през 50-те в САЩ.
„Ерос и Цивилизация“ на Маркузе
Ерос и Цивилизация е една от най-добре познатите ранни работи на Маркузе. Написана през 1955, тя е опит за диалектически синтез на Маркс и Фройд, чийто заглавие е алюзия към Фройдовата книга „Цивилизацията и разочарованието от нея“. Виждането на Маркузе за нерепресиращото общество (което по-скоро е противоположно на концепцията на Фройд за обществото като естествено и необходимо репресиращо), основаващо се на Маркс и Фройд, предвижда ценностите на контракултурното социално движение през 60-те.
В книгата, Маркузе пише за социалното значение на биологията – историята се вижда не като класова борба, а като битка против потискането на нашите инстинкти. Той твърди, че капитализмът (ако никога не е наименован като такъв) ни предпазва от достигането до нерепресивно общество „основано на фундаменталното различно преживяване на съществуването, фундаменталната разлика във взаимоотношенията между човек и природа“. Виж още "Spirit, Capitalism and Superego" Архив на оригинала от 2008-12-01 в Wayback Machine..
Фройд, Маркс и Хуманизъм
Друг член на Франкфуртската школа е бил Ерих Фром, който напуска групата в края на 1930-те.
Кулминацията на социалната и политическа философия на Фром е неговата книга „Душевно здравото общество“, публикувана през 1955, където се застъпва в полза на хуманистичния, демократичен социализъм. Построявайки нещата основно върху работите на Карл Маркс и Фром търсел да подчертае идеала за лична свобода, липсващ при повечето от съветския марксизъм и по-често намиран в писанията на класическите либерали. Социализма на Фром отхвърлял и западния капитализъм и съветския комунизъм, които виждал като дехуманизиращи и бюрократични социални структури, които довели фактически до универсалния модерен феномен на отчуждението.